# Episodi di Spider-Man (serie animata 2017)
In America sono andati in onda (nel 2017) sei cortometraggi delle origini (Origin Shorts) mentre in Italia è andato in onda anche un episodio solo (i 6 corti messi insieme) lungo come tutti gli altri. Sia in America che in Italia la prima stagione è andata in onda nel 2017/2018, mentre la seconda nel 2018/2019. La terza stagione, su Rai Gulp, a partire da settembre 2021 gli episodi della terza stagione hanno una lunghezza doppia (44 min) rispetto all'usuale. Un cortometraggio addizionale, The Secret History of Venom, è stato rilasciato online il 1º agosto 2020 dalla Marvel Entertainment come parte della storyline Maximum Venom della terza stagione.

## Cortometraggi
| nº | Titolo originale            | Titolo italiano | Prima TV USA   |
| 1  | Introduction!               | Le origini      | 28 giugno 2017 |
| 2  | Observation!                | Le origini      | 25 luglio 2017 |
| 3  | Hypothesis!                 | Le origini      | 26 luglio 2017 |
| 4  | Prediction!                 | Le origini      | 27 luglio 2017 |
| 5  | Experimentation!            | Le origini      | 28 luglio 2017 |
| 6  | Conclusion!                 | Le origini      | 29 luglio 2017 |
| 7  | The Secret History of Venom | N.D.            | 1º agosto 2020 |

## Prima stagione
| nº (serie) | nº (stagione) | Titolo originale                         | Titolo italiano                             | Prima TV USA      |
| 01         | 01            | Great responsibilities: Part 1           | Horizon High (prima parte)                  | 19 agosto 2017    |
| 02         | 02            | Great responsibilities Part 2            | Horizon High (seconda parte)                | 19 agosto 2017    |
| 03         | 03            | Osborn Academy                           | L'accademia Osborn                          | 26 agosto 2017    |
| 04         | 04            | The black cat does robberies             | La Gatta Nera                               | 2 settembre 2017  |
| 05         | 05            | The party soul                           | L'anima della festa                         | 2 settembre 2017  |
| 06         | 06            | Sandman                                  | Sandman                                     | 16 settembre 2017 |
| 07         | 07            | Symbiotic relationship                   | Rapporto simbiotico                         | 16 settembre 2017 |
| 08         | 08            | Stark Expo                               | Stark Expo                                  | 16 settembre 2017 |
| 09         | 09            | Screwball Live                           | Screwball in diretta                        | 23 settembre 2017 |
| 10         | 10            | The new spider                           | Un nuovo Spider-Man                         | 30 settembre 2017 |
| 11         | 11            | The hunt for kraven                      | L'incredibile caccia di Kraven              | 7 ottobre 2017    |
| 12         | 12            | Halloween Moon                           | La luna di Halloween                        | 14 ottobre 2017   |
| 13         | 13            | Spider-Man Tempo Libero                  | Spider-Man Tempo Libero                     | 21 ottobre 2017   |
| 14         | 14            | Venom                                    | Venom                                       | 28 ottobre 2017   |
| 15         | 15            | The Rise of Doc Ock: Part 1              | L'ascesa del dottor Octopus (prima parte)   | 21 gennaio 2018   |
| 16         | 16            | The Rise of Doc Ock: Part 2              | L'ascesa del dottor Octopus (seconda parte) | 21 gennaio 2018   |
| 17         | 17            | The Rise of Doc Ock: Part 3              | L'ascesa del dottor Octopus (terza parte)   | 28 gennaio 2018   |
| 18         | 18            | The Rise of Doc Ock: Part 4              | L'ascesa del dottor Octopus (quarta parte)  | 28 gennaio 2018   |
| 19         | 19            | Spider-Island: Part 1 - Invisible Threat | Spider-Island (prima parte)                 | 4 febbraio 2018   |
| 20         | 20            | Spider-Island: Part 2                    | Spider-Island (seconda parte)               | 4 febbraio 2018   |
| 21         | 21            | Spider-Island: Part 3                    | Spider-Island (terza parte)                 | 11 febbraio 2018  |
| 22         | 22            | Spider-Island: Part 4                    | Spider-Island (quarta parte)                | 11 febbraio 2018  |
| 23         | 23            | Spider-Island: Part 5                    | Spider-Island (quinta parte)                | 11 febbraio 2018  |
| 24         | 24            | The Hobgoblin: Part 1                    | Hobgoblin (prima parte)                     | 18 febbraio 2018  |
| 25         | 25            | The Hobgoblin: Part 2                    | Hobgoblin (seconda parte)                   | 18 febbraio 2018  |

### Horizon High (prima parte)
Peter Parker viene accettato alla Horizon High, una scuola per geni come Anya Corazon e Miles Morales. Dopo che Spider-Man ferma una macchina al Vibranio che è stata segretamente sabotata da Spencer Smythe, il suo migliore amico Harry Osborn viene sospeso da Max Modell in attesa di un'indagine quando Spencer afferma che Harry ha sabotato la macchina. Peter fa il suo debutto come Spider-Man e deve combattere l'Avvoltoio quando prende di mira il suo ex datore di lavoro Max.

### Horizon High (seconda parte)
Dopo aver impedito allo Scorpione di derubare il museo della scienza, Peter lavora per ottenere i soldi per aiutare la zia May a pagare le bollette. Mentre incontra lo studente prodigio/consulente di classe Otto Octavius, Max accoglie Peter come assistente di laboratorio. Harry gli dice anche che suo padre Norman Osborn sta creando l'accademia Osborn per geni per salvarlo dall'imbarazzo dopo quello che è successo alla Midtown High. Un robot gigante creato segretamente da Spencer invade la Horizon High, rubando alcuni dei dispositivi di Harry proprio come Spider-Man crea un nuovo costume.

### L'accademia Osborn
Dopo la lotta di Spider-Man con lo Sciacallo, Peter partecipa a un tour dell'accademia Osborn insieme a Max, Anya, Miles e Gwen Stacy. Alcuni degli studenti visti ai provini sono Flash Thompson, John Jameson, Alistair Smythe e Anya, per ampliare il suo background. Spider-Man affronta due ragazzi di nome Herman Schultz e Clayton Cole, che si dividono un posto come studenti della Osborn durante l'audizione e causano il caos con i loro macchinari per la manipolazione del suono. Tuttavia, lo Sciacallo ha altri piani mentre ruba le loro attrezzature, mentre Harry continua ad essere sospettoso nei confronti di Spider-Man.

### La Gatta Nera
Mentre si destreggia lavorando con Max all'indagine su Harry Osborn, a un progetto per la classe di Otto Octavius, all'incontro con Harry e a un gruppo di studio con Anya e Miles, Spider-Man becca la Gatta Nera che irrompe nella Horizon High per rubare il V-252 dal programma spaziale, e cerca di catturarla nonostante sia stato colpito dalle sue capacità di sfortuna. Nel frattempo, lo zio di Gwen, Raymond Warren, viene respinto da Max per un posto alla Horizon High a causa delle accuse rivoltegli dalla Empire State University.

### L'anima della festa
Dopo che Spider-Man ferma un altro Ammazzaragni che si autodistrugge in seguito, Alistair si sente frustrato quando Norman lo accoglie nell'accademia Osborn. Con Harry scagionato dall'accusa alla conclusione delle indagini, Max tiene un ballo sabato sera mentre Norman cerca di convincere il figlio a non lasciare l'accademia Osborn. Nel frattempo, Raymond tenta di entrare all'accademia Osborn dove lancia il suo progetto di ibridazione. Dopo essere stato accidentalmente punzecchiato da Raymond con un siero nascosto sul fondo del suo anello come parte del suo esperimento, Aleksei Sytsevich si trasforma in Rhino.

### Sandman
Mentre a Coney Island con i suoi compagni di classe, Spider-Man combatte Sandman e ne recupera un campione. Quando Sandman torna per il campione, rivela che sta cercando di raggiungere sua figlia Keemia. Spider-Man scopre che il vecchio capo di Sandman, Hammerhead, era dietro a scaricargli addosso una tonnellata di sabbia e rifiuti tossici. Entrambi lavorano per salvare Keemia da Testa di Martello, solo per scoprire che l'incidente che Testa di Martello ha causato ha colpito anche Keemia, trasformandola in Sandgirl. Nel frattempo, Gwen, Anya e Miles lavorano alla loro analisi del V-252 per la prossima Stark Expo, dove inizia ad essere attratto da Peter.

### Rapporto simbiotico
Dopo il legame del V-252 con lui dopo la sua lotta con Keemia e Testa di Martello, Spider-Man sventa una rapina con l'A.I.M. e scopre come questo lo sta influenzando e cosa è in realtà. Viene anche a sapere che Norman ha liberato Vulture dal carcere e lo ha assunto come professore all'accademia Osborn, mentre nasconde il fatto che vogliono rubare il V-252. Norman e Adrian Toomes permettono ad Alistair di prendere in prestito la tuta aggiornata di Avvoltoio per infiltrarsi nella Horizon High.

### Stark Expo
Dopo essersi separato dal V-252, Spider-Man partecipa alla Stark Expo e ha un incontro con Iron Man che lo scambia per un intruso. Peter cerca poi di trovare Max per convincerlo a non usare il V-252, perché ha difficoltà a confermare la sua teoria. Allo stesso tempo, l'accademia Osborn ha in programma di introdurre il corpo degli Avvoltoi fatta con la tecnologia di Avvoltoio. La Stark Expo viene poi fatta schiantare da Ghost che ruba i dischi di interconnettività per prendere il controllo di tutto alla Stark Expo. Spider-Man deve correre il rischio di usare il V-252 per aiutare a combattere Ghost e per dimostrare a Max la verità sul V-252.

### Un nuovo Spider-Man
Mentre cerca di ottenere il ragno dall'esperimento che ha concesso a Peter i suoi poteri, Spencer attacca la Oscorp con un Ammazzaragni che aveva precedentemente rubato a Norman, solo per imbattersi in Miles al di fuori della Oscorp. Uno di questi ragni, chiamato Electrolis Arachnatis, scappa e morde Miles, dandogli anche i poteri. Spencer è fedele a Raymond, che in qualche modo è uscito di prigione per poter sperimentare gli otto ragni come parte del loro complotto contro il nemico comune Norman. Peter deve impedire a Miles di andare all'attacco, il che porta sia Spencer (per conto di Raymond) che Alistair (per conto di Norman) ad attaccare il quartiere di Miles con i giganteschi Ammazzaragni.

### L'incredibile caccia di Kraven
Dopo che Spider-Man addestra Miles (che ora si fa chiamare Spider-Man anche lui) in battaglia con Scorpione, scoprono che è stato usato da Kraven il Cacciatore per poterli cacciare nell'ultimo episodio del suo show televisivo "L'incredibile caccia di Kraven". Non sanno che Kraven è stato ingaggiato da Norman per portare entrambi gli Spider-Man alla Oscorp per la sperimentazione dopo che l'Uccisore di Ragni non è riuscito a recuperare gli esemplari di ragni rubati. Quando Kraven inizia a virare dal suo accordo con Norman, questo fa sì che lui e Avvoltoio prendano in mano la situazione.

### La luna di Halloween
Ad Halloween, Spider-Man, Harry e Gwen assistono Hulk a sottomettere un Uomo Lupo alimentato a raggi gamma prima che infetti i partecipanti alla festa di Halloween della Horizon High e tutta Manhattan tanto da trasformarli in lupi mannari.

### Spider-Man on Ice
Durante un'ondata di caldo, Peter aiuta inconsapevolmente la polizia a catturare il tirapiedi di Hammerhead, Randy Macklin. Mentre Harry mostra il suo guanto di sfida criogenico a Peter, Macklin fa un passo falso alla polizia. Dopo aver reclamato il diamante che aveva messo nello zaino di Peter e rubato il guanto di sfida criogenico, Macklin adotta lo pseudonimo di Blizzard e inizia la propria serie di crimini, tradendo Testa di Martello. Spider-Man deve competere contro il guanto di sfida termica di Harry quando si tratta di sconfiggere Blizzard e recuperare il guanto criogenico.

### Venom
Il V-252 trova misteriosamente un nuovo ospite, anche se attualmente è rinchiuso nel Palazzo degli Avengers. Spider-Man scopre che il simbionte non sta facendo scattare il suo Senso di Ragno. Allo stesso tempo, Peter fa da tutor a Flash nel suo esame di scienze sotto la supervisione del suo insegnante Salerno. In seguito, durante la partita di calcio al liceo Midtown High del rivale Harry S. Truman High guidato dal suo quarterback Kevin Wyatt, Spider-Man scopre che il V-252 si era attaccato a Flash durante la partita. Spider-Man lavora per fermare la furia del simbionte anche quando gli altri giocatori di calcio si infettano.

### Screwball in diretta
Dopo la lotta di Spider-Man con l'Uomo Assorbente, incontra Screwball e interrompe il suo scherzo all'inaugurazione di una centrale elettrica che inquina e lavora per un anonimo benefattore, anche se non sa che Screwball è in realtà Liz Allan. Testa di Martello voleva che l'Uomo Assorbente rubasse l'hard disk contenente le prove incriminanti su Testa di Martello in possesso di Owl, che è stato preso da Spider-Man durante la lotta. Durante lo scherzo di Screwball a Robbie Robertson, prendendo in consegna un Worker-Bot realizzato dalla Oscorp per aiutare nel cantiere del New Media Building, l'Uomo Assorbente inizia a prendere di mira Screwball per far fuori Spider-Man attaccando la Midtown High. Spider-Man deve sia salvare Screwball e Randy Robertson che sconfiggere l'Uomo Assorbente e Testa di Martello.

### L'ascesa del dottor Octopus (prima parte)
Quando Otto Octavius viene catturato in un'esplosione che fonde le sue braccia robot al suo corpo durante la sua lotta con Dinamo Cremisi, Spider-Man vede l'opportunità di reclutare la "Piovra" per diventare un eroe quando si tratta di rintracciare Dinamo Cremisi.

### L'ascesa del dottor Octopus (seconda parte)
Spider-Man invita Octavius a pattugliare le strade accanto a sé e Miles fino a quando non sarà chiaro che Otto non è esattamente un giocatore di squadra, anche se dovranno lavorare insieme quando lo scienziato di Oscorp Curt Connors diventerà Lizard.

### L'ascesa del dottor Octopus (terza parte)
Peter passa una giornata all'accademia Osborn nella speranza di trovare un indizio che convinca Harry che suo padre vuole distruggere Spider-Man. Durante questo periodo, Peter incontra l'ultimo studente Oliver "Ollie" Osnick. Mentre Octavius è infastidito dal fatto che Norman abbia iniziato a sviluppare gli Octobot senza la sua approvazione, Aleksei viene ancora una volta ingannato dallo Sciacallo per trasformare gli studenti dell'accademia Osborn in rinoceronti come lui.

### L'ascesa del dottor Octopus (quarta parte)
Dopo che lui e Miles hanno scoperto che il Raymond del Penitenziario di New York è un clone esplosivo, Peter deve collaborare con Gwen e un riluttante Harry per indagare sulla verità che si cela dietro il Raymond scomparso. Quando si imbattono nel laboratorio sotterraneo, una volta trovato l'ingresso del Midtown High, si scopre che i ragni geneticamente modificati vengono utilizzati per creare un esercito di cloni di Jackal con poteri da ragno. A loro si uniscono inaspettatamente Norman e gli Osborn Commandos (composti dal Dottor Octopus, Alistair in uno dei suoi Ammazzaragni, Avvoltoio, Rhino e Oliver). Ma quando arriva il vero Sciacallo, Octavius tradisce il gruppo e trasforma i suoi compagni nei Sinistri Cinque.

### Spider-Island (prima parte)
Spider-Man e Miles rintracciano un cattivo non identificato con il Soldato-Ragno che ruba la sperimentale tuta stealth e l'equipaggiamento di Peter sia dalla Horizon High che dall'accademia Osborn. Con loro grande sorpresa, Gwen ha sviluppato poteri da ragno ed è diventata Spider-Gwen dopo essere stata esposta alle sostanze chimiche dei ragni alterati dello Sciacallo. Con l'improbabile aiuto di Harry (che Gwen ha convinto a non incolpare più Spider-Man per la morte apparente di Norman), Spider-Man, Miles e Spider-Gwen devono impedire al cattivo non identificato di far esplodere un'arma alla Statua della Libertà.

### Spider-Island (seconda parte)
Quando tutti a Manhattan iniziano a manifestare i poteri da ragno, Spider-Gwen segue Spider-Man per sventare una rapina dell'agente dell'Hydra Crossbones. Mentre Anya inizia a sviluppare poteri da ragno e ne prende possesso, Spider-Man e Spider-Gwen devono aiutare Vedova Nera a rintracciare Crossbones e la sua squadra Hydra quando progettano di rapinare il deposito di Vibranio per conto di Arnim Zola.

### Spider-Island (terza parte)
Peter deve trovare un modo per curare Gwen dopo aver scoperto che si era trasformata in un Mostro-Ragno. Le cose si fanno più difficili quando Kraven il Cacciatore riemerge e trasforma New York nel suo territorio di caccia come parte del suo ultimo episodio. Spider-Man, Harry, Kraven e Anya scoprono che il Soldato-Ragno che ha rubato l'abito stealth di Peter è un Norman mutato.

### Spider-Island (quarta parte)
Quando più persone si trasformano in Mostri-Ragno, Peter e Harry devono combattere attraverso un'isola di Mostri-Ragno per arrivare a Norman, che sembra controllarli tutti come "Re Ragno". Quando il loro tentativo di cura ripristina solo la mente di Norman e non il suo corpo, Peter infonde l'antidoto con il suo stesso sangue. I ragazzi scoprono anche che la vera mente dietro la crisi dei Mostri-Ragno non è altro che lo Sciacallo.

### Spider-Island (quinta parte)
Dopo essere stato catturato, Spider-Man scopre che lo Sciacallo aveva precedentemente catturato Miles, il che spiega perché non era raggiungibile. Lo Sciacallo considera sia Peter che Miles come i primi Soldati-Rango. Per curare la popolazione di Manhattan, Spider-Man deve guidare Miles, Anya e Harry in un disperato tentativo di fermare lo Sciacallo.

### Hobgoblin (prima parte)
A seguito della crisi dei Mostri-Ragno e della distruzione dell'accademia Osborn, Norman si diploma con Harry e gli fornisce l'armatura e l'equipaggiamento Hobgoblin. Nel frattempo, Spider-Man insegue il Dottor Octopus e i suoi Sinistri Cinque prima che possano fargli il lavaggio del cervello, ribattezzando così il gruppo dei Sinistri Sei, e distruggere New York City.

### Hobgoblin (seconda parte)
Dopo aver sconfitto il resto dei Sinistri Sei, Spider-Man e Hobgoblin lavorano per trovare il Dottor Octopus. Tuttavia, dopo aver catturato il Dottor Octopus quando attacca la Horizon High, Spider-Man viene improvvisamente attaccato da Hobgoblin. Spider-Man deve trovare un modo per fermare Hobgoblin che è completamente deciso a distruggere Spider-Man con ogni mezzo necessario. Tuttavia, Spider-Man scopre che "Hobgoblin" è in realtà qualcuno che meno sospetta e Harry deve scegliere se schierarsi con il suo migliore amico o con suo padre.

## Seconda stagione
| nº (serie) | nº (stagione) | Titolo originale                    | Titolo italiano                        | Prima TV USA      |
| 26         | 01            | Etc How I ruined my summer vacation | Come ho rovinato le mie vacanze estive | 18 giugno 2018    |
| 27         | 02            | Take Two                            | Una seconda possibilità                | 18 giugno 2018    |
| 28         | 03            | Anvil and hammer                    | Tra l'incudine e il martello           | 25 giugno 2018    |
| 29         | 04            | Rise Above it All                   | Al di sopra di tutto                   | 2 luglio 2018     |
| 30         | 05            | The Fantastic School of Bad Guys    | la fantastica scuola di cattivi        | 9 luglio 2018     |
| 31         | 06            | here is the party                   | È qui la festa?                        | 16 luglio 2018    |
| 32         | 07            | The return of Venom                 | Il ritorno di Venom                    | 23 luglio 2018    |
| 33         | 08            | Bring On The Bad Guys: Part 1       | Che entrino i cattivi (prima parte)    | 30 luglio 2018    |
| 34         | 09            | Bring On The Bad Guys: Part 2       | Che entrino i cattivi (seconda parte)  | 30 luglio 2018    |
| 35         | 10            | Bring On The Bad Guys: Part 3       | Che entrino i cattivi (terza parte)    | 6 agosto 2018     |
| 36         | 11            | Bring On The Bad Boys: Part 4       | Che entrino i cattivi (quarta parte)   | 6 agosto 2018     |
| 37         | 12            | The brain dryer                     | L'asciugacervelli                      | 13 agosto 2018    |
| 38         | 13            | The living brain                    | La notte del cervello vivente          | 13 agosto 2018    |
| 39         | 14            | A question of power                 | Il giorno senza Spider-Man             | 8 settembre 2019  |
| 40         | 15            | One more hero                       | La mia peggior nemesi                  | 15 settembre 2019 |
| 41         | 16            | Critical Update                     | Aggiornamento critico!                 | 22 settembre 2019 |
| 42         | 17            | A Troubled Mind                     | Una mente travagliata                  | 29 settembre 2019 |
| 43         | 18            | Cloak and Dagger                    | Cloak e Dagger                         | 6 ottobre 2019    |
| 44         | 19            | Superior Spider-Man                 | Spider-Man Superiore                   | 13 ottobre 2019   |
| 45         | 20            | Brand New Day                       | Un nuovo giorno                        | 20 ottobre 2019   |
| 46         | 21            | The Cellar                          | La Cantina                             | 27 ottobre 2019   |
| 47         | 22            | The Road to Goblin War              | La strada dei Goblin                   | 3 novembre 2019   |
| 48         | 23            | Goblin War: Part 1                  | La guerra dei Goblin (prima parte)     | 10 novembre 2019  |
| 49         | 24            | Goblin War: Part 2                  | La guerra dei Goblin (seconda parte)   | 17 novembre 2019  |
| 50         | 25            | Goblin War: Part 3                  | La guerra dei Goblin (terza parte)     | 24 novembre 2019  |
| 51         | 26            | Goblin War: Part 4                  | La guerra dei Goblin (quarta parte)    | 1º dicembre 2019  |

### Come ho rovinato le mie vacanze estive
Peter cerca di bilanciare le migliori vacanze estive di sempre e le sue responsabilità come Spider-Man quando si occupa delle rispettive attività criminali della Gatta Nera durante una gita in spiaggia, del Riparatore a una partita di baseball, di Testa di Martello a un concerto di Ross Caliban e di un gufo mutante di nome Nocturnal in qualche campeggio.

### Una seconda possibilità
Dopo aver sconfitto Paladin e aver ottenuto un lavoro al Daily Bugle per ottenere le riprese di Spider-Man per J. Jonah Jameson, Peter è entusiasta di iniziare il suo secondo anno come supereroe e come studente alla Horizon High quando inizia il suo progetto sulla Neuro-Corteccia. Scopre che anche il dottor Octopus sostiene di volere una seconda possibilità dopo essere stato rilasciato da un carcere di massima sicurezza conosciuto come la Cantina. Quando il Wild Pack (composta da Silver Sable, Paladin, Puma e Battlestar) fa irruzione alla Horizon High alla ricerca di informazioni sulla Neuro-Corteccia, Spider-Man deve lavorare con il dottor Octopus per recuperare la Neuro-Corteccia rubata.

### Tra l'incudine e il martello
Mentre cerca di trovare filmati che inducano Jameson a parlare bene di Spider-Man, scopre che c'è una dottoressa Octopus che ha intenzione di ottenere dei cristalli. Quando Peter e Miles trovano Octavius con un ufficiale di polizia, dice all'agente di polizia che la donna nella foto è Carolyn Trainer, che era nella cella accanto a lui quando era in prigione alla Cantina. Mentre Spider-Man insegue Carolyn Trainer, scopre che lei e il Wild Pack avevano lo stesso capo in qualcuno che Spider-Man avrebbe meno sospettato.

### Al di sopra di tutto
Un gruppo acrobatico di sport estremi virale noto come Wake Riders guidato da Barkley Blitz e promosso da Gabby Flenkman sta facendo varie acrobazie aeree trascinandoci dentro Spider-Man. Dopo un incontro con Avvoltoio, che afferma che i Wake Riders hanno rubato la sua tecnologia Avvoltoio e fatto rapine segrete in tutto il mondo, Spider-Man scopre che i Wake Riders stanno lavorando per aggiornarlo in modo che Avvoltoio possa guidarli.

### Scuola di cattivi
Mentre Jameson elogia l'ultimo combattimento degli Avengers con i Giganti di Ghiaccio, Spider-Man si imbatte in una ragazza che ha abilità elettriche e rintraccia il numero 237 in una stanza di un collegio d'elite chiamato Bilderberg Academy. Incontrando Miss Marvel, che sta indagando sulle sparizioni di Capitan America, Capitan Marvel e Hulk per conto di Iron Man, scoprono che si tratta di una copertura per l'A.I.M. con la scienziata Suprema Monica Rappaccini che supervisiona un progetto sovrumano che coinvolge gli Avengers scomparsi per gli esperimenti.

### È qui la festa?
Dopo che Peter ottiene le riprese di Spider-Man che combatte lo Scarabeo, Eddie Brock raggiunge il suo punto di rottura per quanto riguarda la sua crescita gelosa, costringendolo a tradire Jameson. Quando Eddie cerca di ottenere le immagini del V-252 presso l'Amministrazione Spaziale, il simbionte si fonde con lui e condivide i suoi ricordi di Spider-Man. Con il suo nuovo padrone di casa, il V-252 (ribattezzato "Venom" da Eddie) prende di mira Peter mentre lui e Miles danno una festa del liceo a casa sua mentre la zia May è in vacanza.

### Il ritorno di Venom
Peter è due passi indietro mentre Venom (ancora fuso con un Eddie pazzo per la vendetta) rapisce Jameson, Gwen, Max, zia May e Anya e li tiene in ostaggio alla Horizon High, chiedendo un faccia a faccia contro Spider-Man. Mentre Spider-Man cerca di impedire ai suoi compagni di scoprire la sua identità segreta durante il combattimento, Miles lavora per trovare un punto debole che non hanno ancora usato su Venom.
Nota: questo episodio è dedicato alla memoria di Steve Ditko.

### Che entrino i cattivi (prima parte)
Peter lavora per mettere insieme un'attrezzatura per la Horizon High Open House mentre si occupa del suo recente licenziamento dal Daily Bugle, un effetto collaterale del suo ultimo calvario con Venom. Tuttavia, Spider-Man deve contenere con la rapina causata da Hippo e Panda-Mania. Quando un misterioso cattivo mette una taglia su Spider-Man, Overdrive è il primo a cogliere l'occasione.

### Che entrino i cattivi (seconda parte)
Con la Horizon High Open House a 24 ore di distanza, Spider-Man viene attaccato da Macchia. A causa della cura sperimentale che ha usato su se stessa nell'incidente di Spider-Island, i poteri del ragno di Anya riemergono, permettendole di adottare lo pseudonimo di Spider-Girl e di formare una "squadra di ragni" con Miles e Gwen. In seguito, Spider-Man viene attirato nella casa dei divertimenti di Mysterio piena di illusioni.

### Che entrino i cattivi (terza parte)
Con la Horizon High Open House a 10 ore di distanza, Spider-Man si occupa di Jack Lanterna sul ponte di Brooklyn mentre cerca di ottenere le informazioni su chi ha messo la taglia su di lui. In seguito, aiuta Prowler a salvare suo fratello Abraham da Silvermane, che chiede il pagamento a seguito di un lavoro andato male in cambio della libertà di Abraham.

### Che entrino i cattivi (quarta parte)
Sulla strada per la Horizon High Open House, Spider-Man si imbatte in Electro, che ruba l'amplificatore di potenza che ha ricevuto da Prowler. Caricandosi a sufficienza, Electro si trasforma in una massa senziente di elettricità. Dopo che i danni che ne derivano annullano l'Open House, Spider-Man inizia a rintracciare l'identità del misterioso boss che ha messo una taglia sulla sua testa quando la denuncia del capo della polizia Yuri Watanabe di aver rapinato una banca porta a un incontro con il Camaleonte.

### L'asciugacervelli
Nonostante il Camaleonte sia dietro le sbarre, Spider-Man subisce un'imboscata dal Riparatore, che vuole ancora riscuotere la taglia. Peter e Miles scansionano un pezzo della maschera del Camaleonte con l'aiuto del Cervello Vivente, un robot realizzato con la tecnologia della Neuro-Corteccia. Mentre Miles cerca lo Sciacallo scomparso, che detiene il brevetto sui materiali olo-metallo, segue il segnale fino a un sottosuolo della Oscorp per trovare informazioni sull'identità del genio della taglia che altri non è il dottor Octopus che in qualche modo ha trasferito la sua coscienza all'interno di uno dei suoi tentacoli e dopo si è infiltrato nelle reti per mettere una taglia su Spider-Man per catturarlo ora è nella Neuro-Corteccia il suo obiettivo è Spider-Man.

## Terza stagione:Maximum Venom
| nº (serie) | nº (stagione) | Titolo originale    | Titolo italiano           | Prima TV USA      |
| 52         | 01            | Web of Venom        | La ragnatela di Venom     | 19 aprile 2020    |
| 53         | 02            | Amazing Friends     | Amici fantastici          | 17 maggio 2020    |
| 54         | 03            | Vengeance of Venom  | La vendetta di Venom      | 21 giugno 2020    |
| 55         | 04            | Spider-Man Unmasked | Spider-Man senza maschera | 16 agosto 2020    |
| 56         | 05            | Generations         | Generazioni               | 27 settembre 2020 |
| 57         | 06            | Maximum Venom       | Maximum Venom             | 25 ottobre 2020   |